# Наумко, Татьяна Фёдоровна
Татьяна Фёдоровна Наумко (урождённая Сальникова; род. 9 ноября 1948) — русская теннисистка и тренер по теннису.

## Биография
Родилась в 1948 году. Начал играть в теннис в возрасте тринадцати лет. Призёр чемпионатов Москвы, ЦС ДСО «Труд» и других соревнований среди женщин (в 1960-х гг.). В 1966 году выполнила норматив на звание кандидата в мастера спорта СССР.
Ещё параллельно с собствеными выступлениями начала заниматься тренерской работой. Окончила ГЦОЛИФК. Работала тренером в ДЮСШ Юность при отделе народного образования московском горисполкома в(1961—65 гг.), а также в ДСО Труд (1965—1971 гг.). Некоторое время тренировала в Польше, находясь там по служебной командировке мужа (1971—73 гг). Затем — тренер и старший тренер ДСО «Спартак» (1974—91 гг.). 
Среди её воспитанников — мастера спорта СССР О. Борисов, С. Горелик, А. Меринов и Н. Рыбаков. Также была тренером заслуженного мастера спорта России Андрея Чеснокова, победителя турнира «Гран-при».
В 1986 годы была удостоена почётного звания «Заслуженный тренер РСФСР».
С 1991 года проживает в США в городе Стратфорд, штат Коннектикут. Переехала туда после того, как повторно вышла замуж за гражданина США.
Была признана лучшим тренером 2013 года по версии Зала российской теннисной славы.